# Alfimowo (wołost Michajłowskaja)
Alfimowo (ros. Альфимово) – wieś (ros. деревня, trb. dieriewnia) w zachodniej Rosji, w wołosti Michajłowskaja (osiedle wiejskie) rejonu łokniańskiego w obwodzie pskowskim.

## Geografia
Miejscowość położona jest nad rzeką Pizowka, 22,5 km od centrum administracyjnego osiedla wiejskiego (Michajłow Pogost), 31 km od centrum administracyjnego rejonu (Łoknia), 151 km od stolicy obwodu (Psków).

## Demografia
W 2010 r. miejscowość nie posiadała mieszkańców.